# Wimperfarne
Die Wimperfarne (Woodsia) sind eine Pflanzengattung innerhalb der Familie der Wimperfarngewächse (Woodsiaceae). Die etwa 38 Arten gedeihen in den gemäßigten Gebieten der Nordhalbkugel und in den Gebirgen der Neotropis, des tropischen Afrika und von Madagaskar.

## Beschreibung

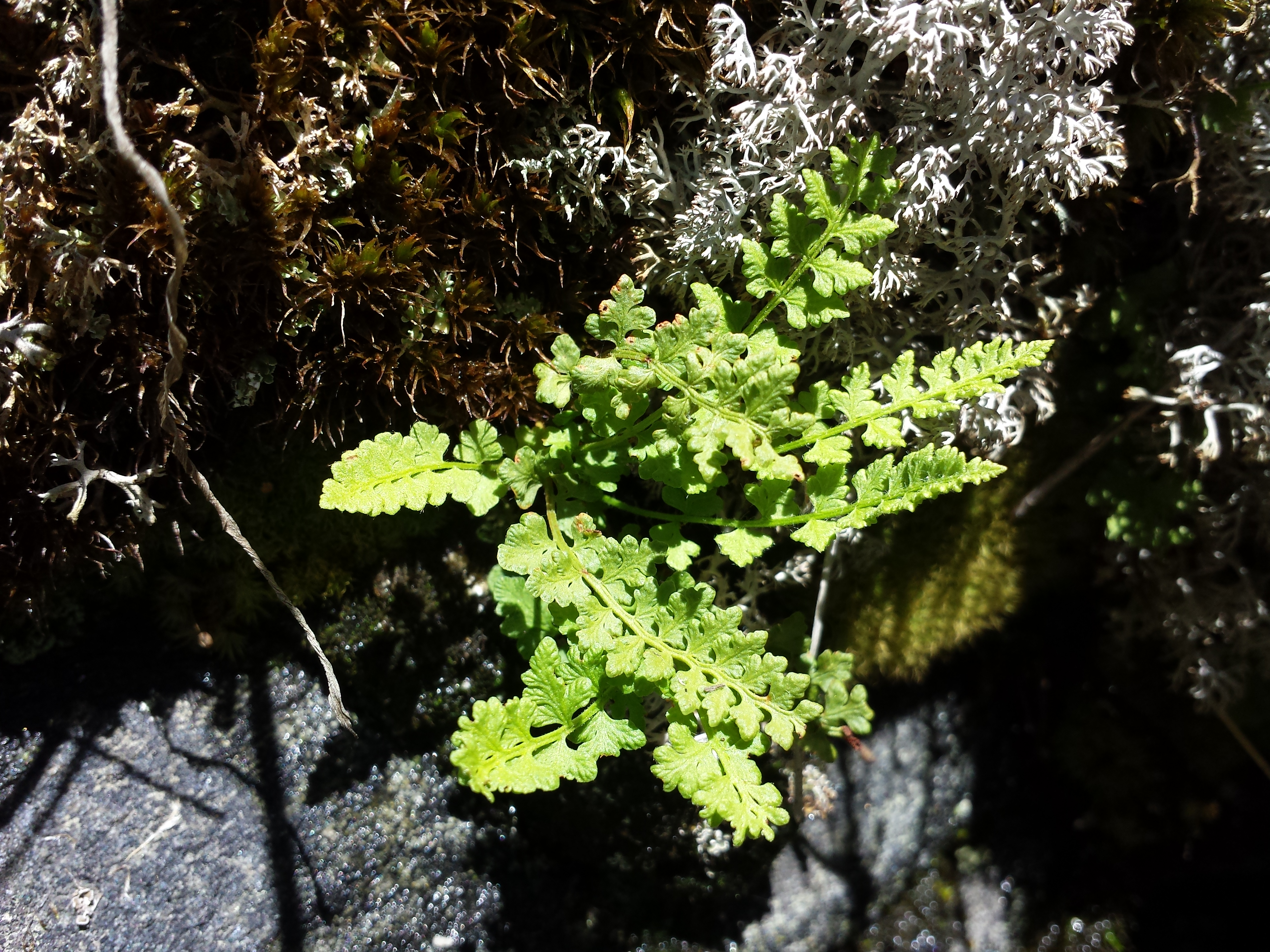
Alpen-Wimperfarn (Woodsia alpina)

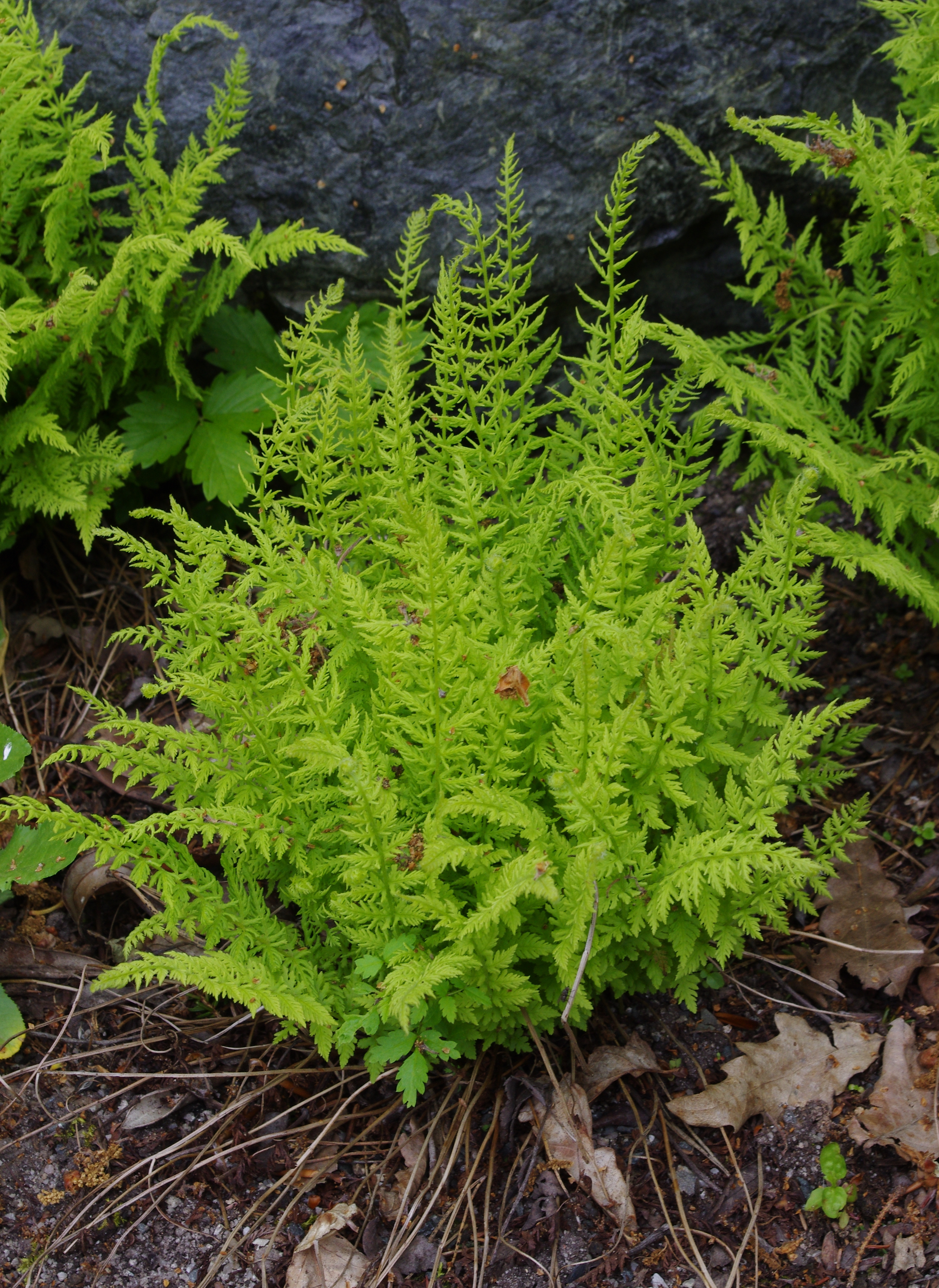
Woodsia fragilis

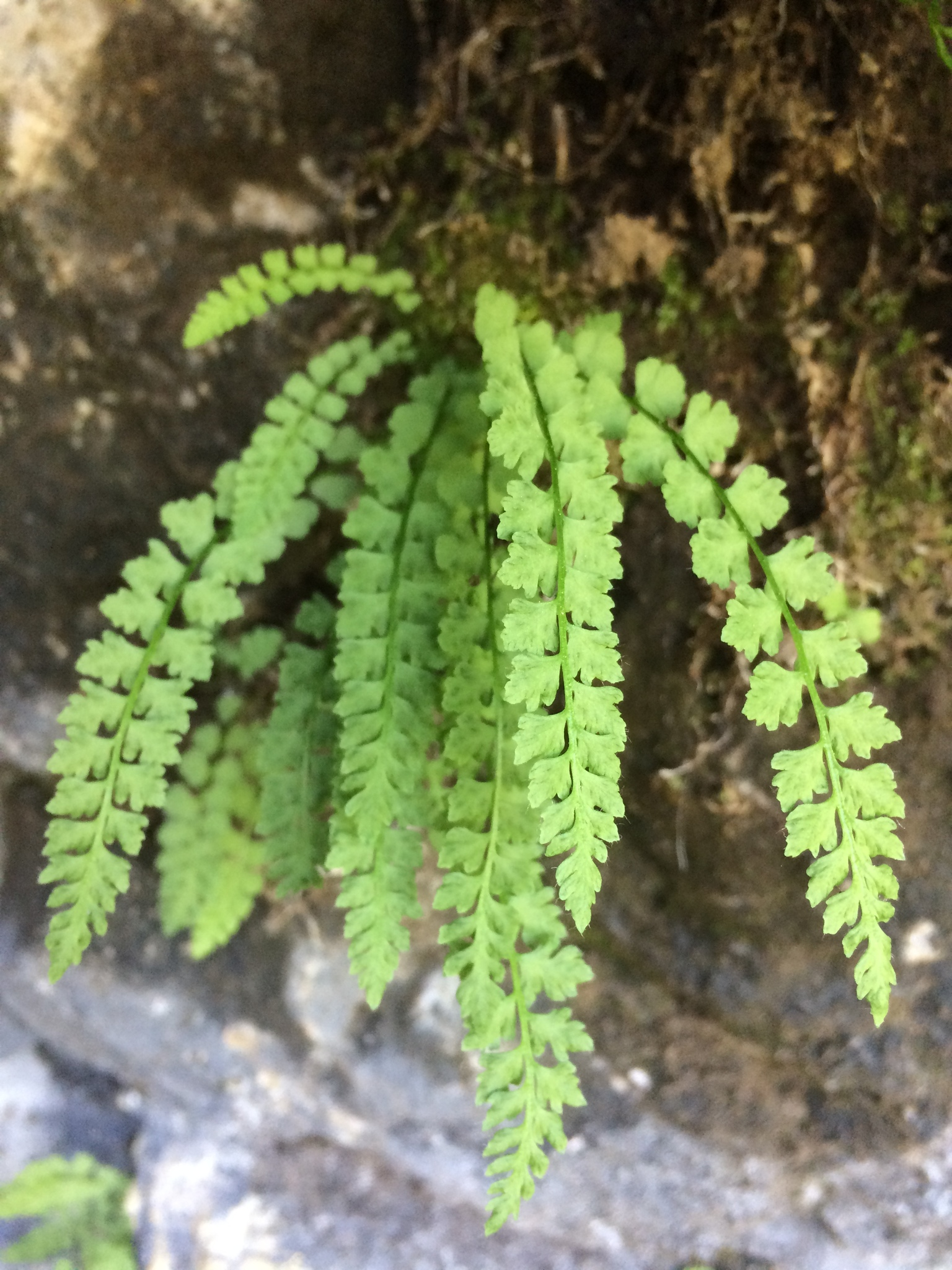
Woodsia glabella

Woodsia-Arten sind relativ kleine, ausdauernde krautige Pflanzen. Die Rhizome sind relativ kurz, aufrecht, meist aufrecht oder aufsteigend und mit Spreuschuppen versehen. Die Schuppen sind lanzettlich oder linealisch-lanzettlich und häutig.
Die Blätter sind in Stiel und Spreite gegliedert. Der Wedelstiel hat 1/5 bis 3/4 der Länge der Spreite. Er enthält zwei Leitbündel, die sich nach oben mit einem U-förmigen Querschnitt vereinigen. Die Spreite des Wedels ist einfach bis zweifach gefiedert oder gefiedert bis fiederspaltig, im Umriss linealisch, lanzettlich oder eiförmig. Die Segmente sind ganzrandig oder gezähnt, aber ohne Grannspitze. Die relativ kleinen Sori bestehen aus 3 bis 19 unsymmetrischen Sporangien. Die Sporangien liegen in einer Reihe zwischen der Mittelrippe und dem Rand der Segmente. Die Schleier sind verschieden gestaltet; sie sind fransig zerschlitzt oder in haarförmige Zipfel aufgelöst. Durch diese Zipfel wirkt die Blattunterseite wie behaart. Die Sporen sind ellipsoidisch.
Die Chromosomengrundzahl ist x = 38, 39 oder 41.

## Systematik und Verbreitung

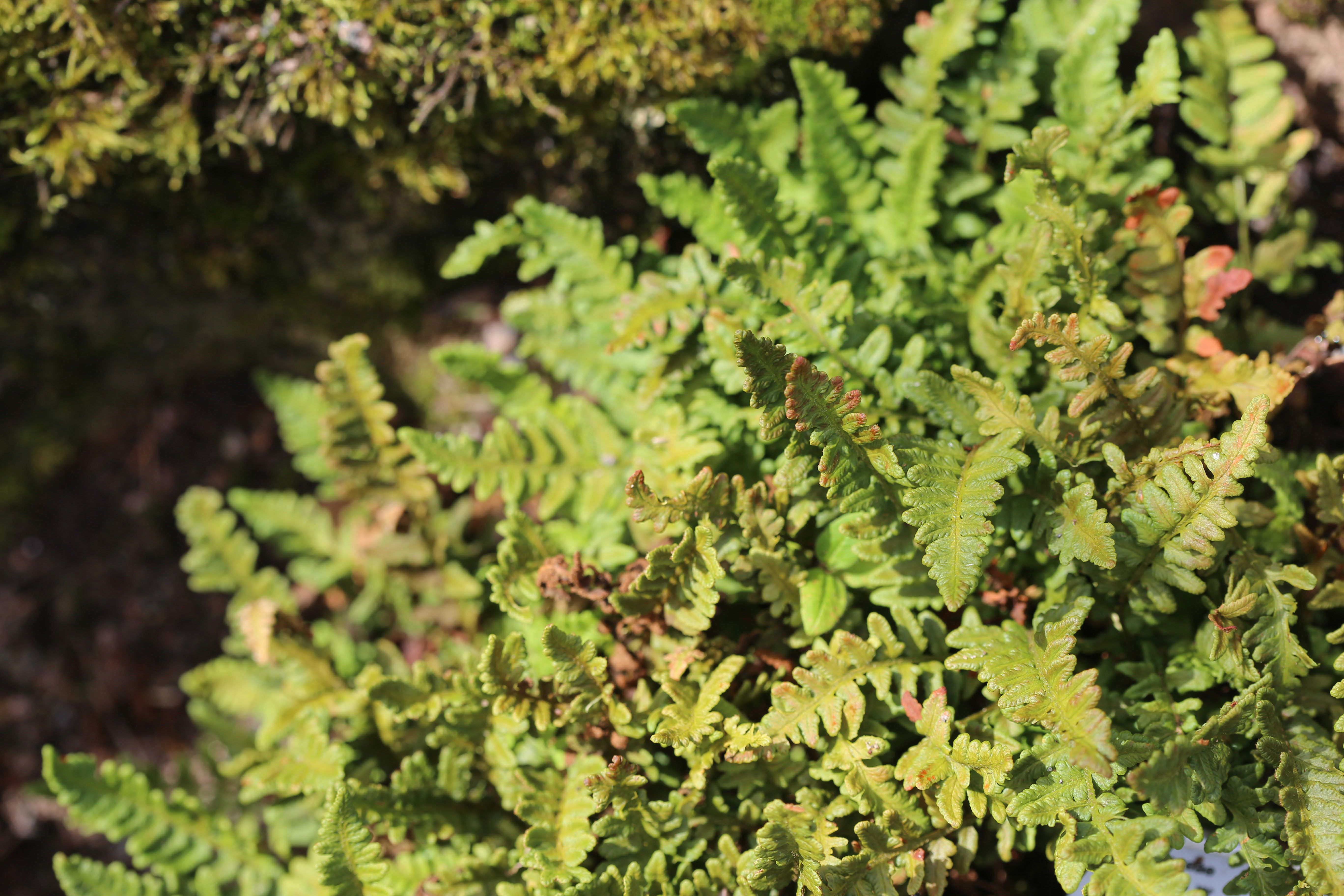
Woodsia kitadakensis

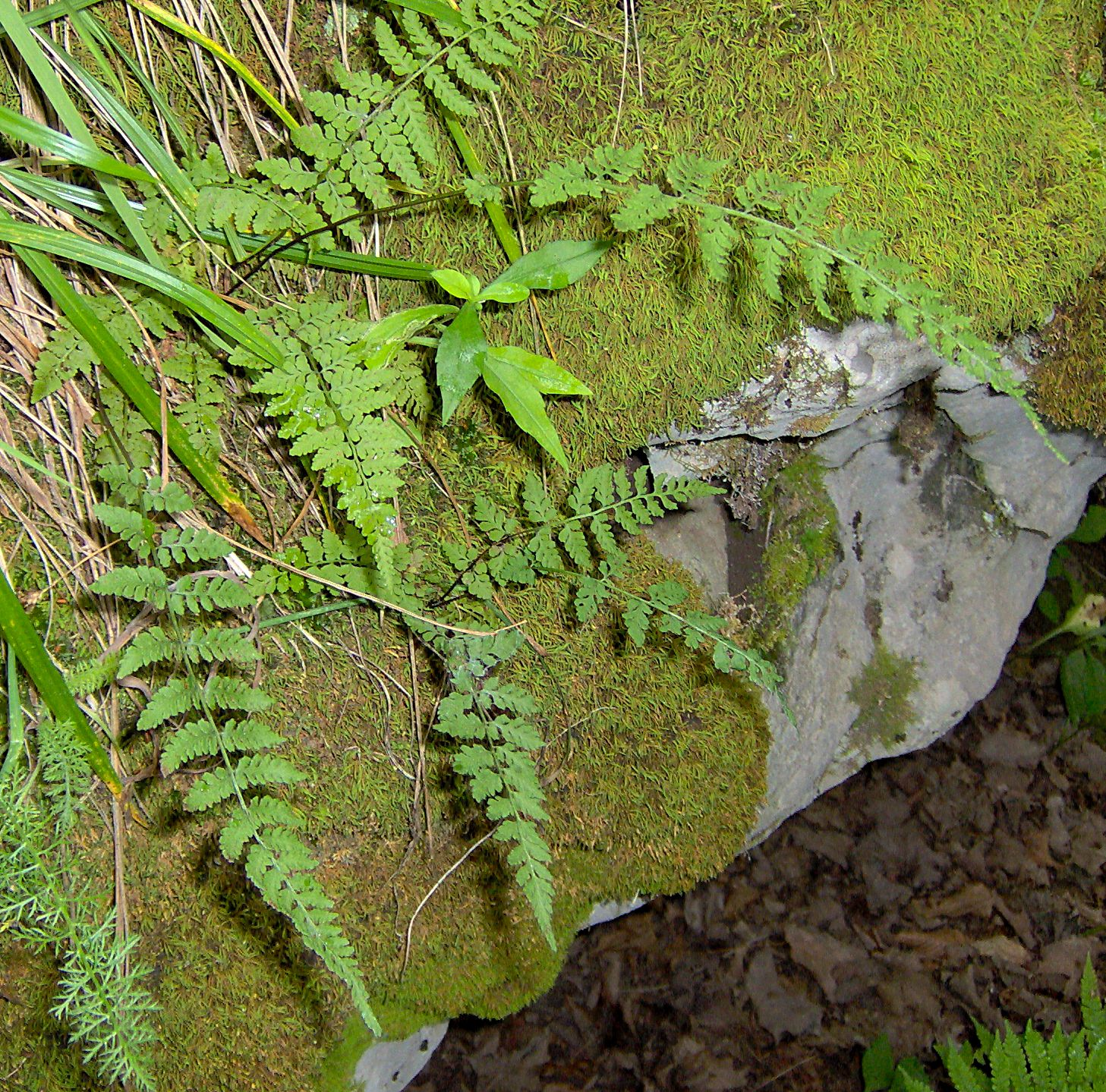
Woodsia obtusa im Habitat

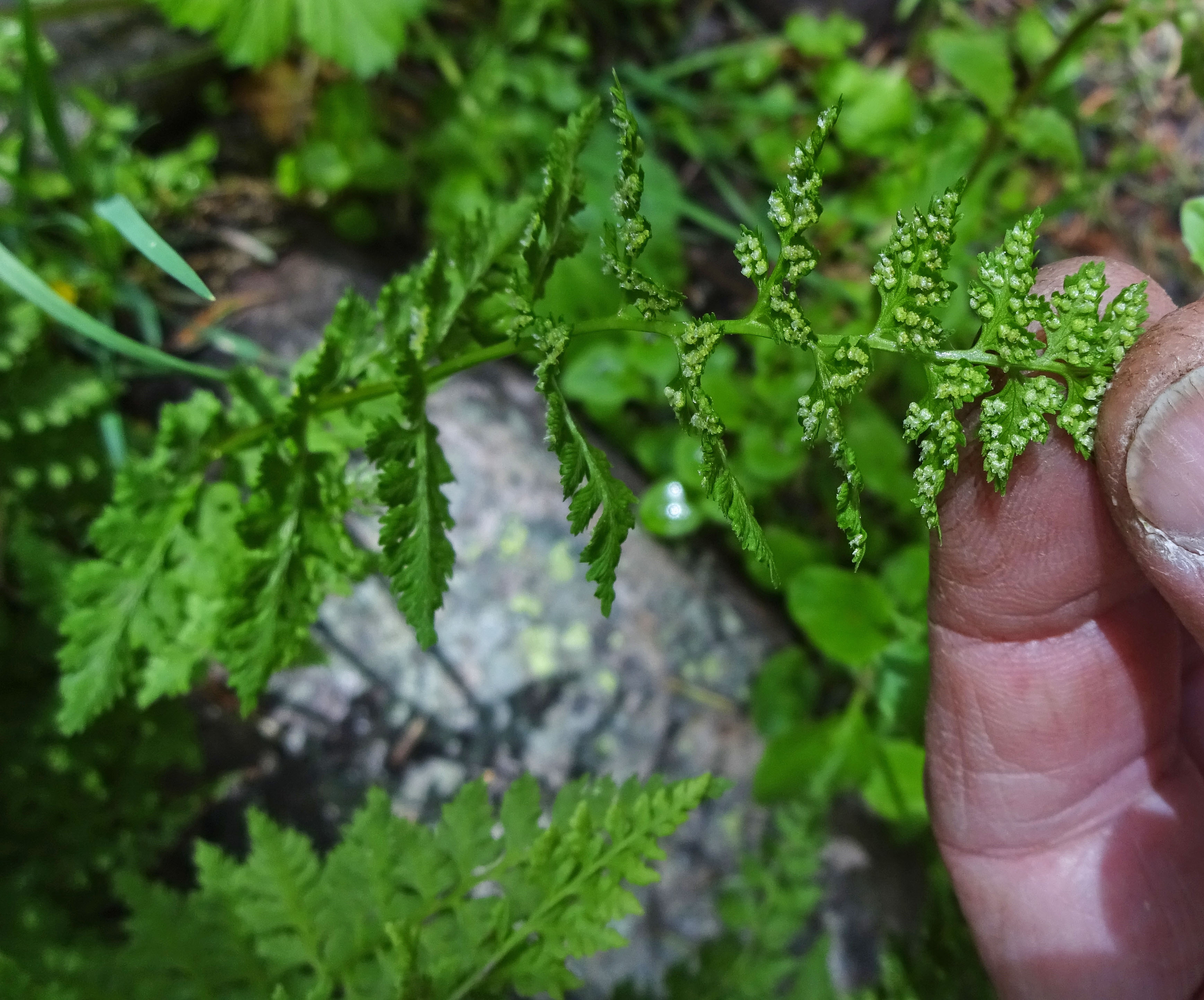
Woodsia oregana

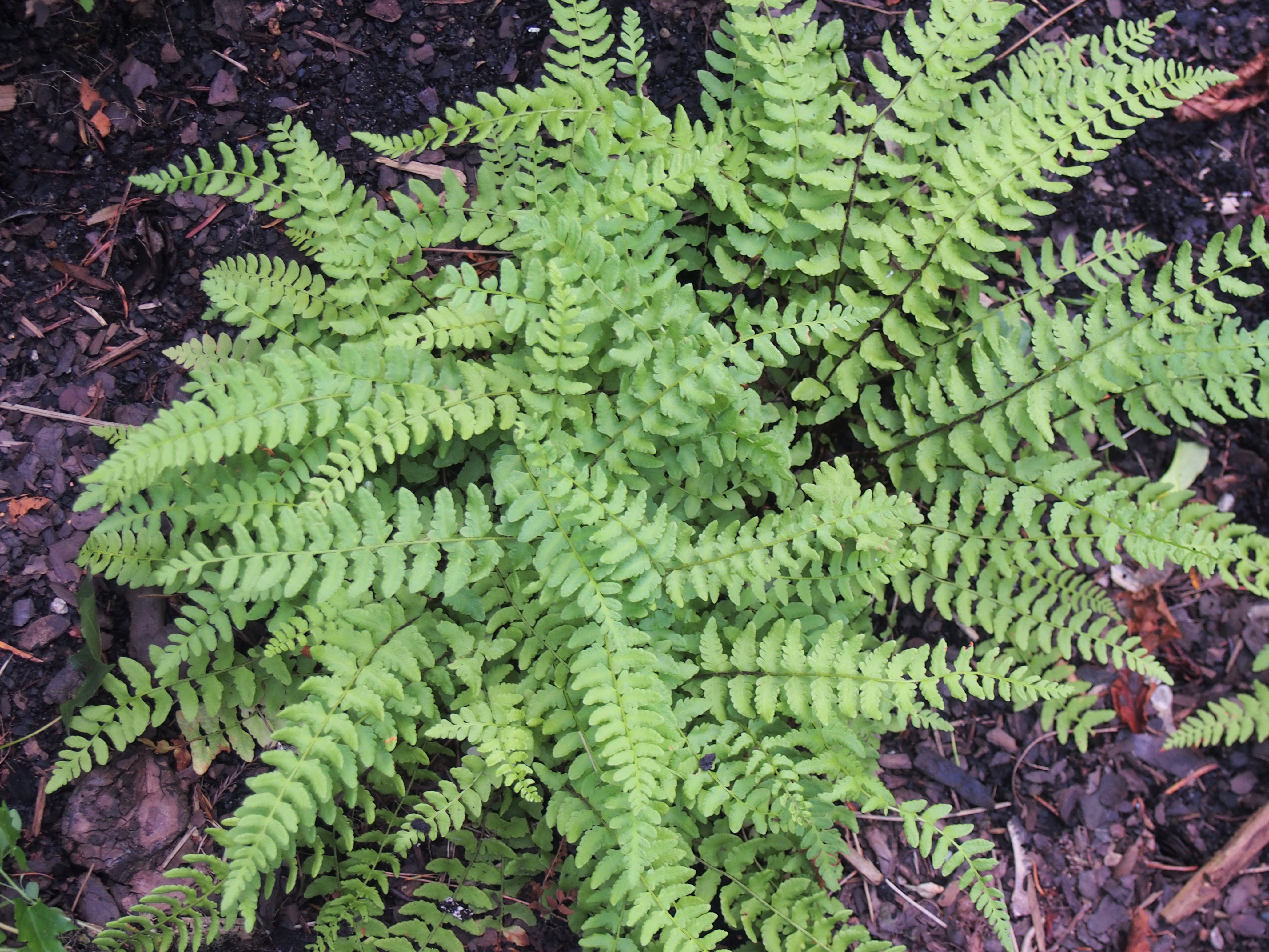
Woodsia polystichoides

Die Gattung Woodsia wurde 1810 durch Robert Brown in Prodromus Florae Novae Hollandiae, 158, Obs. 4 aufgestellt. Der Gattungsname Woodsia ehrt den englischen Architekten und Botaniker Joseph Woods (1776–1864). Als Lektotypus-Art wurde 1875 Woodsia ilvensis (L.) R.Br. durch John Smith in Historia Filicum, Seite 237 festgelegt. Synonyme für Woodsia R.Br. sind: Acrostichum L., Cheilanthopsis Hieron., Eriosoriopsis (Kitag.) Ching & S.H. Wu, Hymenocystis C.A.Mey., Physematium Kaulf., Physematium Kaulf., Protowoodsia Ching, Trichocyclus Dulac, Woodsiopsis Shmakov.
Woodsia-Arten kommen in den gemäßigten Gebieten der Nordhalbkugel und in den Gebirgen der Neotropis, des tropischen Afrika und von Madagaskar vor. In China gibt es etwa 20 Arten, acht davon nur dort.
Die Gattung Woodsia umfasst etwa 38 Arten. Hier eine Auswahl:
- Alpen-Wimperfarn (Woodsia alpina (Bolton) Gray, Syn.: Woodsia hyperborea (Lilj.) R.Br.): Er kommt in Europa, Nordamerika, Russland und in Tibet vor.[4] In Europa kommt er Spanien, Frankreich, Italien, Großbritannien, Schweden, Norwegen, Island, Finnland, Deutschland, in der Schweiz, in Liechtenstein, Österreich, Slowenien, Ungarn, Tschechien, Polen, Russland, in der Slowakei, in Rumänien, in der Ukraine vor.[5]
- Woodsia andersonii (Beddome) Christ: Sie kommt im nördlichen Indien, in Nepal, Bhutan, Taiwan, Tibet und in den chinesischen Provinzen Gansu, Qinghai, Shaanxi sowie Sichuan vor.[4]
- Woodsia cinnamomea Christ: Dieser Endemit gedeiht auf Felsen in Höhenlagen von etwa 2800 Metern nur in Muli im südwestlichen Sichuan.[4]
- Woodsia cycloloba Hand.-Mazz.: Sie kommt in Sikkim, Nepal, Tibet und in den chinesischen Provinzen Shaanxi, Sichuan sowie Yunnan vor.[4]
- Woodsia glabella R.Br. ex Richardson, (Syn.: Woodsia alpina var. glabella (R.Br. ex Richardson) D.C.Eaton, Woodsia hyperborea var. glabella (R.Br. ex Richardson) Watt, Woodsia lapponica Ångstr., Woodsia yazawai Makino): Sie kommt in Europa, Nordamerika, Russland, Japan und in China vor. In China kommt sie in den Provinzen Gansu, Hebei, Jilin, Qinghai, Xinjiang sowie Yunnan vor.[4]
- Woodsia guizhouensis P.S.Wang, Q.Luo & Li Bing Zhang: Sie wurde 2012 erstbeschrieben. Sie gedeiht in feuchten, schattigen Felsspalten oder an Felswänden im tropischen Karst in Lorbeerwäldern in Höhenlagen von 1600 bis 2300 Metern nur im westlichen Guizhou (Bijie, Liupanshui, Pu’an).[4]
- Woodsia hancockii Baker (Syn.: Woodsia gracillima C.Christensen, Woodsia tsurugisanensis Makino): Sie kommt im nördlichen Indien, Japan, Korea, Nepal, Russland, in der Inneren Mongolei und in den chinesischen Provinzen Hebei, Heilongjiang, Jilin, Shaanxi sowie Shanxi vor.[4]
- Rostroter Wimperfarn (Woodsia ilvensis (L.) R.Br., Woodsia rufidula (Michx.) L.C.Beck): Er kommt in Europa, Nordamerika, Kasachstan, Russland, in der Mongolei, in der Inneren Mongolei und in den chinesischen Provinzen Hebei, Heilongjiang, Jilin sowie Xinjiang vor.[4]
- Woodsia intermedia Tagawa (Syn.: Woodsia subintermedia Tzvelev, Woodsia taishanensis F.Z.Li & C.K.Ni): Sie kommt in Russland, Japan, Korea und in den chinesischen Provinzen Hebei, Heilongjiang, Henan, Jilin, Liaoning, Shandong sowie Shanxi vor.[4]
- Woodsia lanosa Hook. (Syn.: Woodsia pellaeopsis Hand.-Mazz.): Sie kommt im nördlichen Indien, in Bhutan, in Nepal, Tibet und in den chinesischen Provinzen Sichuan sowie Yunnan vor.[4]
- Woodsia macrochlaena Mett. ex Kuhn (Syn.: Woodsia frondosa Christ, Woodsia japonica Makino): Sie kommt in Russland, Japan, Korea und in den chinesischen Provinzen Hebei, Liaoning sowie Shandong vor.[4]
- Woodsia macrospora C.Christensen & Maxon: Dieser Endemit gedeiht an Felswänden in Bergtälern in Höhenlagen von 3500 bis 4200 Metern nur im südlichen Gansu.[4]
- Woodsia mexicana Fée: Sie kommt im nordöstlichen Mexiko vor.[3] Sie wird von manchen Autoren als Physematium mexicanum (Fée) in die Gattung Physematium Kaulf. gestellt. Diese Umstellung war aber 2022 noch nicht vollzogen.[6]
- Woodsia neomexicana Windham: Sie kommt von den westlichen sowie zentralen Vereinigten Staaten bis zum nördlichen Mexiko vor.[3] Sie wird heute als Physematium neomexicanum (Windham) Li Bing Zhang, N.T.Lu & X.F.Gao in die Gattung Physematium Kaulf. gestellt.[6]
- Woodsia oblonga Ching & S.H.Wu: Sie gedeiht in Spalten schattiger Felsen in Höhenlagen von 200 bis 1800 Metern in den chinesischen Provinzen Hebei, Henan sowie Shandong.[4]
- Stumpfblättriger Wimperfarn (Woodsia obtusa (Sw.) Torr.): Er kommt in zwei Unterarten im östlichen Kanada und in den östlichen bis zentralen Vereinigten Staaten vor.[3] Er wird heute aber als Physematium obtusum (Spreng.) Hook. in die Gattung Physematium Kaulf. gestellt.[6]
- Woodsia okamotoi Tagawa: Sie gedeiht auf moosbewachsenen, schattigen Felsen in Kiefernwäldern in Höhenlagen von 3000 bis 3500 Metern nur in Taiwan.[4]
- Woodsia pilosa Ching: Dieser Endemit gedeiht in Felsspalten nur in Songxian in Henan.[4]
- Woodsia polystichoides D.C.Eaton: Sie ist auf den Kurilen, auf Sachalin, in Japan, Korea, Taiwan und in weiten Teilen Chinas verbreitet.[4][3]
- Zierlicher Wimperfarn (Woodsia pulchella Bertol., Syn.: Woodsia glabella subsp. pulchella (Bertol.) Á.Löve & D.Löve): Er kommt in Spanien, Frankreich, Deutschland, Italien, Österreich, in der Schweiz, in Slowenien, Rumänien und in Georgien vor.[5]
- Woodsia rosthorniana Diels (Syn.: Woodsia delavayi Christ, Woodsia jeholensis Nakai & Kitagawa, Woodsia lanosa var. attenuata C.Christensen): Sie kommt in Bhutan, Tibet und in den chinesischen Provinzen Hebei, Liaoning, Shaanxi, Sichuan sowie Yunnan vor.[4]
- Woodsia shensiensis Ching: Sie gedeiht auf Felsen in Wäldern auf Höhenlagen von 2000 bis 2900 Metern in der Inneren Mongolei und in den chinesischen Provinzen Shaanxi sowie östliches Sichuan.[4]
- Woodsia sinica Ching: Dieser Endemit gedeiht in Felsspalten nur in Ningwu Shanxi.[4]
- Woodsia subcordata Turcz. (Syn.: Woodsia conmixta Ching, Woodsia eriosora Christ, Woodsia kitadakensis Ohwi, Woodsia longifolia Tagawa, Woodsia pilosella Ruprecht, Woodsia polystichoides var. sinuata Hook., Woodsia sinuata (Hook.) Ching non Makino, Woodsia viridis Ching): Sie kommt in Russland, Japan, Korea, in der Mongolei, in der Inneren Mongolei und in den chinesischen Provinzen Hebei, Heilongjiang, Jilin, Liaoning sowie Shanxi vor.[4]